# Bertha Higgins
Bertha Higgins MBE (* 29. Oktober 1889; † 17. Juli 1966) war eine antiguanische Politikerin und Künstlerin. Von 1958 bis 1962 war sie eine von zwei Frauen im Parlament der Westindischen Föderation (englisch West Indies Federation).
Higgins zog 1958 als Senatorin für Antigua und Barbuda in das Parlament der Westindischen Föderation ein. Diese Tätigkeit war beendet, als sich die Föderation auflöste und Antigua und Barbuda 1962 die vollständige Unabhängigkeit erhielten. Sie wurde 1961 mit dem Order of the British Empire (MBE) ausgezeichnet.